# 斎藤綾乃
斎藤 綾乃（さいとう あやの、本名 齋藤、1972年6月20日 - ）は、日本のフリーアナウンサー・気象予報士。南気象予報士事務所所属、および気象キャスターネットワークの一員である。

## 人物
- 大学卒業後、契約のキャスターや気象予報士として、北海道・沖縄・長崎等、各地の番組に出演している。
- 本名は「齋藤」、番組表記は「斎藤」[要出典]。理由は公表されていない。

## 嗜好・挿話
- 北海道札幌北高等学校を経て北海道大学水産学部食品化学科 を卒業後、1999年よりNHK札幌放送局の契約キャスターとなり、『フレッシュサウンド北海道』のパーソナリティーを務める等ローカル番組で2006年3月まで活動[3]。
- 高校時代は硬式テニス部に所属しており，現在も休日にテニスをする[要出典]。
- 現在はマラソンが趣味で、地元の北海道マラソンなどにも出場している[要出典]。
- 2006年4月、札幌放送局との契約満了により、活動の拠点を放送センターに移す。BS1のニュース番組を中心に活躍。
- 2011年4月、放送大学に学生として入学するとともに、学園のほうにも所属し『大学の窓』専属アナウンサーに就任[要出典]。
- 2015年3月に気象予報士の資格を取得した[要出典]。気象キャスターネットワーク兼南気象予報士事務所所属。
- 2016年度〜2018年度までの3年間、NHK沖縄放送局の『おきなわHOTeye』で気象情報をした。[4][5]。
- 2019年度〜2023年度の5年間、NHK長崎放送局の『イブニング長崎』で気象情報を担当。[6][7]。
- 2024年度〜NHK福井放送局のニュースザウルスふくいで気象情報を担当。
- 卒業論文では「不揮発性アミンの定量」・「気象要因の心理的効果についての予備的研究―大気圧と自殺に注目して―」を書いた[要出典]。
- ビニールポリバルーンが好きで，親戚や知り合いの子供にはよく買っていく。大の酒好きで友達とよくワインを飲み明かす」[要出典]。
- 独り暮らし暦が長い[要出典]ので、家事全般が得意[要出典]。
- 趣味は長崎放送局時代にハマった釣り[8]。

## 現在の担当番組
- ニュースザウルスふくい（NHK福井放送局、気象情報担当、2024年4月 -)

## 過去の担当番組
- NHK BSニュース（BS1、2006年4月3日 - 2011年3月7日）
- お元気ですか日本列島「ぐるっとニュース」（総合テレビ）
  - 北海道担当　- 2006年3月
  - 関東甲信越担当　2006年4月10日 - 2011年2月18日
- BS列島ニュース（BS1、2007年4月4日 - 2011年3月7日）
- NHK海外ネットワーク影読み（総合テレビ、2006年4月2日 - 2011年3月5日）
- 大学の窓（2011年4月 - 2016年3月）
- おきなわHOTeye（NHK沖縄放送局、気象情報担当、2016年4月 - 2019年3月）
- イブニング長崎（NHK長崎放送局、気象情報担当、2019年4月 - 2023年3月31日）
- ぎゅっと!長崎（NHK長崎放送局、気象情報担当、2023年4月3日 - 2024年3月）

## 関連
- 栗本法子　平尾由希　結野亜希
  - 「元気列島」は栗本・平尾→平尾・結野と交替で担当した[要出典]。
  - 次の2人は斎藤・平尾の後任[要出典]。　島ひとみ　藤田真奈美